# Philippe Draï
Pour les articles homonymes, voir Draï.
Philippe Draï (né en 1954 à Constantine) est un batteur et percussionniste français, originaire d'Algérie française.

## Biographie
Il commence sa carrière à Paris en 1978 ; il est un des membres fondateurs de Kassav',.
Il a notamment collaboré avec divers artistes français ou internationaux, en tant que batteur ainsi que percussionniste, en particulier Mylène Farmer, en tant que percussionniste lors de sa tournée '89, et participation à l'enregistrement live de l'album En Concert et Renaud, en tant que batteur lors des tournées Tournée d'enfer (2003) et Tournée Rouge Sang (2006), mais aussi Paul Personne, Lio, Sapho, Bill Deraime, Alain Bashung.ainsi que batteur de Stéphane Guilbaud sur l'album 6000 mots.